# Schloss Pohled

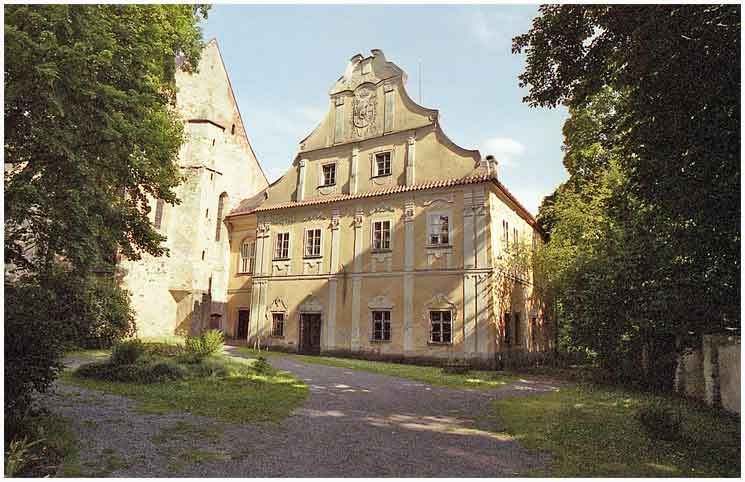
Schloss Pohled

Das Schloss Pohled (deutsch Frauental; tschechisch auch Frántal) befindet sich in der Gemeinde Pohled im Okres Havlíčkův Brod in Tschechien.

## Geschichte

### Kloster Der Lieben Frauen Tal
Das am rechten Ufer der Sázava gelegene Kloster Vallis Sancta Mariae wurde wahrscheinlich 1265–1267 gegründet. An der Entstehung sollen mehrere weibliche Angehörige der Witigonen beteiligt gewesen sein.
1265 erwarb Uta, Witwe des Kuno von Kovaň, und ihre Schwester Ludmilla das Dorf Pňov von einem Ritter Jaroslav. Am 17. Oktober 1267 kauften sie von Smil von Lichtenburg auch die Ansiedlung Pohled und erhielten gleichzeitig das Patronat über die Pfarrkirche Sancta Mariae. Ottokar II. Přemysl bestätigte am 24. Februar 1269 die geistliche Ansiedlung Frauenthal. Er stellte gleichzeitig das Zisterzienserinnenkloster Der Lieben Frauen Tal unter seinen persönlichen Schutz und übergab es der Obhut seiner Frau Kunigunde von Halitsch. Uta von Kovaň erwarb noch im selben Jahre den Hof Jitkov und die Hälfte des Dorfes Walkersdorf zugunsten des Klosters. Die päpstliche Bestätigung über das Kloster erfolgte am 5. August 1271 durch Gregor X. Nach dem Tode Ottokars II. 1278 wurde das Kloster während der Machtkämpfe in Böhmen unter Markgraf Otto von Brandenburg von Truppen ausgeplündert und seiner Gold- und Silberschätze beraubt. Im Jahre 1300 kehren die Schwestern zurück und begannen mit dem Wiederaufbau des wüsten Klosters.
1303 erwarb das Kloster das Dorf Bartoušov, 1304 Simtany und 1322 noch Dlouhá Ves und Cibotín. Nachdem im Jahre 1329 ein Brand die gesamte Anlage vernichtet hatte, lag das Kloster Frauenthal (tschechisch Frántal) bis 1351 erneut wüst. Zu Beginn des 15. Jahrhunderts gehörten lediglich zehn Dörfer zum Klosterbesitz. Frauental war damit eines der ärmsten Klöster der Zisterzienserinnen in Böhmen und war dem Kloster Sedletz bei Kuttenberg unterstellt, das auch die Patronatsrechte ausübte.
Als am 16. Jänner 1422 die Hussiten unter Jan Žižka den kaiserlichen Truppen vor Deutsch Brod eine vernichtende Niederlage zugefügt hatten, flohen die Nonnen aus dem Kloster. Kurz darauf besetzten die Hussiten das Kloster und schütteten die Zisterne zu. Unter Mitnahme des Viehbestandes aus dem Klosterhof zogen sie jedoch in Richtung Bartoušov davon. Im Jahre 1424 belagerten Žižkas Truppen wiederum das Kloster. Nach der Einnahme setzte eine Plünderung ein, die Nonnen wurden vergewaltigt, weil die Speisen vergiftet gewesen sein sollen und das gesamte Kloster anschließend niedergebrannt. Žižka verstarb wenige Tage später bei Schönfeld, jedoch lässt sich nicht bestätigen, ob sein Tod auf eine Vergiftung zurückzuführen ist.
Erst 1479 wurde das Kloster in einer Urkunde über die Lieferung von Fischen wieder genannt, aber sein Zustand war noch ruinös, denn im gleichen Jahre ersuchte die Äbtissin um päpstliche Unterstützung zur Wiederherstellung der Anlagen, die sie in Form von Ablassgewährung erhielt. 1486 waren die Arbeiten im Wesentlichen abgeschlossen und Vladislav II. erneuerte das Kloster mit allen seinen Rechten. 1522 wurde Königin Maria von Ungarn Schutzherrin über Frauenthal. Nikolaus Trčka von Lípa ließ in dieser Zeit das zweistöckige Prälaturgebäude errichten. 1528 stellte Ferdinand I. das Kloster Frauenthal unter seinen Schutz und bis zur Aufhebung des Klosters taten dies alle böhmischen Könige.
In dieser Zeit verbreitete sich lutheranisches Gedankengut unter den Schwestern, von denen einige ihre Keuschheit verloren oder das Kloster verließen und heirateten. 1557 gab sich selbst die Äbtissin einem Schneider hin, der dafür in Deutschbrod dem Scharfrichter übergeben und trotz ihrer Fürsprache enthauptet wurde. Auch danach hielt das sündhafte Leben weiter an und der Propst war machtlos und kümmerte sich um die Erhaltung von Kloster und Kirche, die 1618 soweit heruntergekommen waren, dass Baumaßnahmen dringend notwendig wurden. Durch den Ausbruch des Krieges war dafür kein Geld mehr vorhanden, da die Stände den klösterlichen Besitz an sich gezogen hatten. Ein von ihnen eingesetzter Kommissar wurde nach Frauenthal zur Verwaltung der Klostergüter entsandt. Nach der Schlacht am Weißen Berg wurden dem Kloster durch Ferdinand II. 1620 sämtliche Rechte zurückübertragen.
1625 überließ Ferdinand II. dem Kloster die konfiszierten Güter Termeshöfen und Rauchstein. Maßgeblichen Anteil an dieser Besitzvergrößerung hatte der Olmützer Bischof Kardinal Franz Xaver von Dietrichstein, ein naher Verwandter der neugewählten Äbtissin Susanna. Der Bischof zeigte sich dem Kloster gegenüber auch finanziell sehr großzügig und ermöglichte den Erwerb weiterer Ländereien und die Instandsetzung der Gebäude. Nach der Eroberung und Plünderung von Deutschbrod durch den schwedischen General Adam von Pfuel am 13. November 1639 unternahmen die Schweden einen Raubzug nach Frauenthal und schleppten alle Vorräte, das Vieh und die Pferde fort. In dieser Zeit wurden zwei klösterliche Fischteiche angelegt. Nach der siegreichen Schlacht bei Jankau zogen 1645 erneut schwedische Truppen unter Lennart Torstensson nach Mähren in Richtung Frauenthal. Gemeinsam mit dem Propst flohen die sechs Zisterzienserinnen in die Wälder der Saarer Berge und fanden bei ihrer Rückkehr den Konvent verwüstet vor.
Im Laufe des 18. Jahrhunderts wurden die Klostergebäude im Barockstil umgestaltet, lediglich die äußere Gestalt der Klosterkirche blieb erhalten. Von der Pestepidemie von 1722 blieb das Kloster verschont. Bei einem Brand starben am 17. November 1772 zwei Nonnen und ein Diener des Propstes, der gesamte Wirtschaftshof wurde vernichtet. Am 20. März 1782 wurde das Kloster Frauenthal durch kaiserliches Dekret Josephs II. aufgehoben und die Zisterzienserinnen verließen Frauenthal. Bis 1792 wohnten Karmelitinnen, deren Kloster auf der Prager Kleinseite gleichfalls aufgelöst worden war, in den Gebäuden des früheren Klosters. Der klösterliche Besitz wurde vom Religionsfond verwaltet.
Da sich kein Käufer fand, wurde das Kloster anschließend an den Iglauer Textilfabrikanten Johann Tost verpachtet, der dort Damenröcke fertigte.

### Schloss Frauental/Pohled

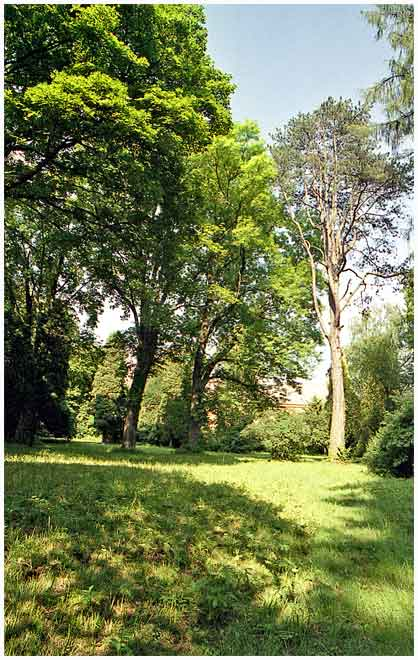
Schlosspark

Im Jahre 1807 erwarb Joseph Graf von Unwerth das Kloster samt den Gütern Frauental, Termesify und Rouštany für 230.050 Gulden. Unwerth ließ das Kloster zu einem klassizistischen Schloss umbauen. Da er keine Nachkommen hatte, schenkte Unwert Frauental einschließlich der Güter 1822 seinem Neffen Eugen Sylva-Taroucca. Dieser musste den Besitz 1864 zur Deckung von Schulden verkaufen.
Neue Besitzerin wurde Klothilde Gräfin Clam-Gallas, geborene Dietrichstein, die dafür 390.000 Gulden und 500 Golddukaten zahlte.
Damit zerschlugen sich auch die Pläne der Äbtissin des Klosters St. Marienthal, die ebenfalls zu den Kaufinteressenten gehört hatte und in Frauental wieder ein Zisterzienserinnenkloster stiften wollte.
Gräfin Clam-Gallas, die ihren Sitz auf Polná hatte, vereinigte das Schloss und die Güter mit ihrem Großgrundbesitz in Polná und Přibyslav. Nach ihrem Tode fiel der Besitz an ihre beiden Töchter, die Gräfin Festeti, die das Schloss bewohnte, und die Fürstin Khevenhüller. Nach dem Zweiten Weltkrieg floh die Gräfin und das Schloss mit den Gütern wurde 1945 dem Nationalen Grundstücksfond übertragen. Die Ansprüche des Grafen Zdeněk Rostislav Kinský und seiner aus dem Hause Clam-Gallas stammenden Ehefrau wurden abgewiesen.
Am 21. September 1949 erwarb die Gemeinde Pohled das Schloss einschließlich der dazugehörenden Immobilien für 537.000 Tschechoslowakische Kronen. Das wertvolle Mobiliar und das Interieur wurden in andere Schlösser, die musealen Zwecken dienen, verbracht.
In den 1980er-Jahren wurde eine Schule im Schloss eingerichtet; das erste Geschoss dient derzeit als Grundschule, während im Erdgeschoss die Schulküche untergebracht ist. Das Schloss einschließlich der Nebengebäude ist als Kulturdenkmal eingetragen und wird von einem dreigeteilten 2,5 Hektar großen Park umgeben.
Die renovierungsbedürftige Immobilie, die zu Beginn des Jahres 2007 einen geschätzten Wert von 120 Millionen Tschechischen Kronen hatte, wurde im Februar 2007 durch die Gemeinde für einen Preis von 1,4 Millionen Euro zum Kauf angeboten. Nach den Vorstellungen der Gemeinde könnte das Schloss, das eine Grundstücksfläche von 41.886 und eine Wohnfläche von 4760 Quadratmetern hat, künftig als Firmen- oder Familiensitz, Hotel oder Sanatorium dienen.